# Стриевский, Константин Константинович
Константин Константинович Стриевский (20.9 (2.10).1885, Гольшаны — 08.4.1938, Москва) — революционер, неоднократно арестовывался и был в ссылках; после Октябрьской революции — партийный, профсоюзный и государственный деятель: начальник продовольственного снабжения фронтов (1920—1921), председатель ВСНХ РСФСР (1930—1932), нарком лёгкой промышленности РСФСР (1932—1934), председатель ЦК Союза рабочих тяжёлого машиностроения (1934—1937). В 1937 году репрессирован, в 1938 году расстрелян. Реабилитирован в 1956 году.

## Биография
Родился 20 сентября (по старому стилю) 1885 года в местечке Гольшаны Ошмянского уезда Виленской губернии (сейчас — деревня Гольшаны Ошмянского района Гродненской области Белоруссии) в многодетной крестьянской семье. Отец — Константин Игнатьевич Стриевский, унтер-офицер военной части, которая размещалась в Гольшанах, мать — Эмилия Яновна Стриевская (1860—1931). Отец был православным, мать — католичкой. В 1898 году семья переехала в Ригу, здесь Константин Игнатьевич стал работать чернорабочим в Рижском паровозном депо. Вскоре начал работать и его сын Константин — сначала на заводе «Вольфшмидт», с 1900 года — учеником слесаря в Рижских железнодорожных мастерских. В семье, помимо Константина, было четверо детей: Анна, его старшая сестра, и младшие — Александр (1890—1938), Мария (1893—1947) и Надежда (1900—1965, она родилась уже после переезда семьи в Ригу).
С 1902 года (с 16 лет) — член Коммунистической партии. Участник Революции 1905—1907 годов, в 1908 году после ареста пять месяцев содержался в Рижском централе. Был выслан в Великий Устюг (Вологодская губерния). В 1911 году приехал в Москву, контактировал с Глебом Кржижановским, по его рекомендации начал работать в «Обществе электрического освещения 1886». Входил в состав Московской инициативной группы, готовившей выпуск газеты «Наш путь». В 1913 году, после того, как все члены группы были выданы Романом Малиновским, секретным сотрудник Охранного отделения департамента полиции, был арестован, осуждён и выслан в административную ссылку в Олонецкую губернию. После того, как тяжело заболел, был переведён в Астраханскую губернию, в село Чёрный Яр.
Вернулся из ссылки в 1916 году, после чего был призван в армию; как военнослужащий был направлен на работу слесарем на Николаевский военный завод (сейчас — Черноморский судостроительный завод), затем был переведён в запасной электротехнический батальон в Петрограде, где вёл социал-демократическую пропаганду среди солдат. В 1917 году, сразу после Февральской революции был избран председателем батальонного и ротного комитетов, затем — депутатом Петроградского совета. Во время Октябрьской революции был со своей ротой, занимаясь обеспечением работы телефонной станции.

К. К. Стриевский (предположительно, 1937)

Комиссар продовольствия в Петрограде (1918—1919). В 1920—1921 — начальник продовольственного снабжения Юго-Восточного, Западного, Петроградского, Кавказского фронтов. После окончания гражданской войны занимал ряд государственных и профсоюзных постов в Москве: директор трамвайной электрической станции (1922), председатель Союза металлистов (1923—1927), председатель Московского совнархоза, Московского областного совета профсоюзов (1927—1930). С июля 1930 по март 1932 — председатель Высшего совета народного хозяйства (ВСНХ РСФСР). С марта 1932 по август 1934 — нарком лёгкой промышленности РСФСР. С 1934 года — председатель ЦК Союза рабочих тяжёлого машиностроения. Делегат 12—17 съездов партии. Кандидат в члены ЦК (1924—1927, 1934—1938), член ЦК ВКП(б) (1927—1934). Был членом ВЦИК и ЦИК СССР.
Арестован 22 ноября 1937 года, 11 января 1938 года постановлением пленума ЦК ВКП(б) выведен из состава кандидатов в члены ЦК. Приговорён Военной коллегией Верховного Суда к расстрелу «за участие в контрреволюционной террористической организации», расстрелян во внутренней тюрьме Лубянки 21 апреля 1938 года, захоронен на расстрельном полигоне Коммунарка.
Реабилитирован в январе 1956 года.
Именем Стриевского в 1980-х годах была названа одна из новых улиц на его родине, в Гольшанах.
24 мая 2015 года в Москве на фасаде дома 25 по Новинскому бульвару был установлен мемориальный знак «Последний адрес» Константина Константиновича Стриевского.

## Семья
Жена — София Иосифовна Стриевская (1893—1982). Была слушательницей Бестужевских женских курсов в Петербурге, вступила в РСДРП, была арестована и сослана в Чёрный Яр под Астрахань, где в 1913 году познакомилась с Константином Стриевским и вышла за него замуж. После революции — партийный, профсоюзный работник. 7 июля 1938 года была арестована и сослана на восемь лет в Акмолинский лагерь «жён изменников Родины». В 1955 реабилитирована, восстановлена в партии.
Сын — Леонид Константинович Стриевский, также был репрессирован. Его сын, внук К. К. Стриевского, — Александр Леонидович Стриевский (род. 1964), диакон Николо-Кузнецкого храма в Москве; жена А. Л. Стриевского — Вера, художник-иконописец; их дети —Пётр, Тихон, Елена, Анна и ее дочь Ольга.
Дочь — Лидия Константиновна Хлебутина (род. 1929), агрохимик, кандидат сельскохозяйственных наук.
Брат — Александр Константинович Стриевский (1890—1938, расстрелян), кадровый военный; был женат на Нине Исааковне Стриевской (1897 — после 1969), педагоге, директоре ЛГПИ имени А. И. Герцена, кузине Л. С. Штерн и ближайшей сподвижнице Н. К. Крупской. Н. И. Стриевская также была репрессирована и провела в заключении 17 лет.
По воспоминаниям Лидии Хлебутиной, дочери Стриевского, в семье «вера в коммунизм, революцию были основой всего. Как в известной песне, у нас в шкафу были и будёновка и маузер, подаренный отцу в гражданскую, и золотые часы с дарственной надписью „За подавление кронштадтского мятежа“».

## Памятные места
В Москве до момента ареста проживал в Доме сотрудников Совнаркома по адресу Новинский бульвар, дом 25, корп. 10, кв. 44.